# Dacetini
Dacetini zijn een geslachtengroep van mieren.

## Geslachten
De volgende geslachten worden bij de familie ingedeeld:
- Acanthognathus Mayr, 1887
- Colobostruma Wheeler, 1927
- Daceton Perty, 1833
- Epopostruma Forel, 1895
- Mesostruma Brown, 1948
- Microdaceton Santschi, 1913
- Orectognathus Smith, 1853
- Strumigenys Smith, 1860